# Schwenck
Cléber Schwenck Tiene (Nova Iguaçu, 8 februari 1979) is een Braziliaans voetballer.